# Snack Wrap
Snack Wrap je produkt prodávaný v restauracích rychlého občerstvení McDonald's. Skládá se z kuřecího masa, salátu, sýra, omáčky, typicky majonézy, a tortilly, ve které jsou jednotlivé ingredience zabaleny.
Poprvé vešel do prodeje v roce 2006 ve Spojených státech amerických. Postupně se jeho prodeje rozšířily do dalších zemí, například do Velké Británie, Kanady či Rakouska. Prodáván je také na pobočkách v České republice. V roce 2016 naopak skončil prodej produktu v USA.
Záměrem při tvorbě Snack Wrapu bylo vytvořit pokrm, který by mohli zákazníci jíst jako svačinu mezi hlavními chody.